# Gabriele Dischinger
Gabriele Dischinger (* 1944 in Bad Warmbrunn, Landkreis Hirschberg im Riesengebirge, Provinz Schlesien) ist eine deutsche Kunsthistorikerin. Ihre Forschungsschwerpunkte sind deutsche Architekturzeichnungen des 16. bis 19. Jahrhunderts, die bauliche Entwicklung süddeutscher Kirchen und Klöster im 17. und 18. Jahrhundert sowie Quelleneditionen und -untersuchungen zur bayerischen Kunst- und Künstlergeschichte.

## Leben
Gabriele Dischinger studierte von 1965 bis 1972 Kunstgeschichte, als Nebenfächer Klassische Archäologie und Wirtschaftsgeschichte an der Universität Heidelberg. Nach der Promotion 1972 zum Dr. phil. bei Klaus Schwager erstellte sie von 1979 bis 1982 den Zeichnungskatalog als Mitarbeiterin des Bayerischen Hauptstaatsarchivs. In den Jahren 1973–1975 erhielt Dischinger ein Stipendium der Deutschen Forschungsgemeinschaft für das Forschungsprojekt „Ottobeuren 1672–1802. Materialien zu Programm, Planung, Bau und Ausstattung der barocken Abtei“ (Projektleiter: Klaus Schwager). 1975–1978 erhielt sie ein weiteres Stipendium der Deutschen Forschungsgemeinschaft für ihr Projekt „Katalog der Zeichnungen zu kirchlichen Bauten bis 1803 im Bayer. Hauptstaatsarchiv“. 
Seit 1983 ist Gabriele Dischinger freiberuflich als Mitarbeiterin auch an Ausstellungen und Ausstellungskatalogen tätig.

## Schriften (Auswahl)
- Johann und Joseph Schmuzer. Zwei Wessobrunner Barockbaumeister. Sigmaringen 1977, ISBN 3-7995-5022-4.
- Die Würzburger Residenz im ausgehenden 18. Jahrhundert. Dargestellt am Beispiel einer zeitgenössischen Planserie. Wiesbaden 1978, ISBN 3-88226-016-5.
- München um 1800. München 1980, ISBN 978-3-406-07952-8.
- Zwei Münchner Adelspalais: Palais Portia, Palais Preysing. München 1984.
- mit Hans Lehmbruch: Der Sendlinger-Tor-Platz in München: eine Chronik in Bildern. München 1988.
- Zeichnungen zu kirchlichen Bauten bis 1803 im Bayerischen Hauptstaatsarchiv. Wiesbaden 1988, ISBN 3-88226-381-4.
- mit Richard Bauer: „Asamkirche“ St. Johann Nepomuk München. Regensburg 2019, ISBN 978-3-7954-4028-2.
- Johann Michael Fischer 1692-1766. Tübingen 2002. ISBN 978-3-8030-0161-0.
- Ottobeuren: barocke Bildwelt des Klostergebäudes in Malerei und Plastik. Teil 1: Konventgebäude mit Benediktus und Abtskapelle, Teil 2: Abtei und Hofgebäude. St. Ottilien 2014. ISBN 978-3-8306-7658-4.
- mit Richard Bauer: Asamkirche" St. Johann Nepomuk München. Regensburg 2019. ISBN 978-3-7954-4028-2.
- Die barocke Klosteranlage in Weltenburg. Neue Forschungen zur Architektenfrage und zum Hochaltar. Sonderdruck aus: Studien und Mitteilungen zur Geschichte des Benediktinerordens 134. Sankt Ottilien 2023, ISSN 0303-4224.